# NGC 5610
NGC 5610 est une galaxie spirale barrée située dans la constellation du Bouvier. Sa vitesse par rapport au fond diffus cosmologique est de 5 274 ± 15 km/s, ce qui correspond à une distance de Hubble de 77,8 ± 5,5 Mpc (∼254 millions d'al). NGC 5610 a été découverte par l'astronome germano-britannique William Herschel en 1784.
NGC 5610 a été utilisée par Gérard de Vaucouleurs comme une galaxie de type morphologique (R1')SB(s)ab dans son atlas des galaxies,.
La classe de luminosité de NGC 5610 est I-II et elle présente une large raie HI. Selon la base de données Simbad, NGC 5610 est une galaxie de Seyfert de type 2.
À ce jour, cinq mesures non basées sur le décalage vers le rouge (redshift) donnent une distance de 63,860 ± 3,743 Mpc (∼208 millions d'al), ce qui est à l'extérieur des valeurs de la distance de Hubble. Notons cependant que c'est avec la valeur moyenne des mesures indépendantes, lorsqu'elles existent, que la base de données NASA/IPAC calcule le diamètre d'une galaxie et qu'en conséquence le diamètre de NGC 5610 pourrait être d'environ 52,4 kpc (∼171 000 al) si on utilisait la distance de Hubble pour le calculer.

## Groupe de NGC 5610
Selon A.M. Garcia, la galaxie NGC 5610 est la principale galaxie d'un groupe qui porte son nom. Le groupe de NGC 5610 compte au moins quatre membres. Les trois autres galaxies du groupe sont NGC 5548, NGC 5559 et UGC 9165.